# Saint-Offenge-Dessous
Saint-Offenge-Dessous foi uma comuna francesa na região administrativa de Auvérnia-Ródano-Alpes, no departamento de Saboia. Estendia-se por uma área de 7,92 km². Em 2010 a comuna tinha 1 141 habitantes (densidade: 144,1 hab./km²).
Em 1 de janeiro de 2015, foi incorporada à nova comuna de Saint-Offenge.